# Іванівка (Кривоозерська селищна громада)
Іванівка — селище в Україні, у Кривоозерській селищній громаді Первомайського району Миколаївської області. Населення становить 24 особи.